# Clydesdale Motor Truck Company

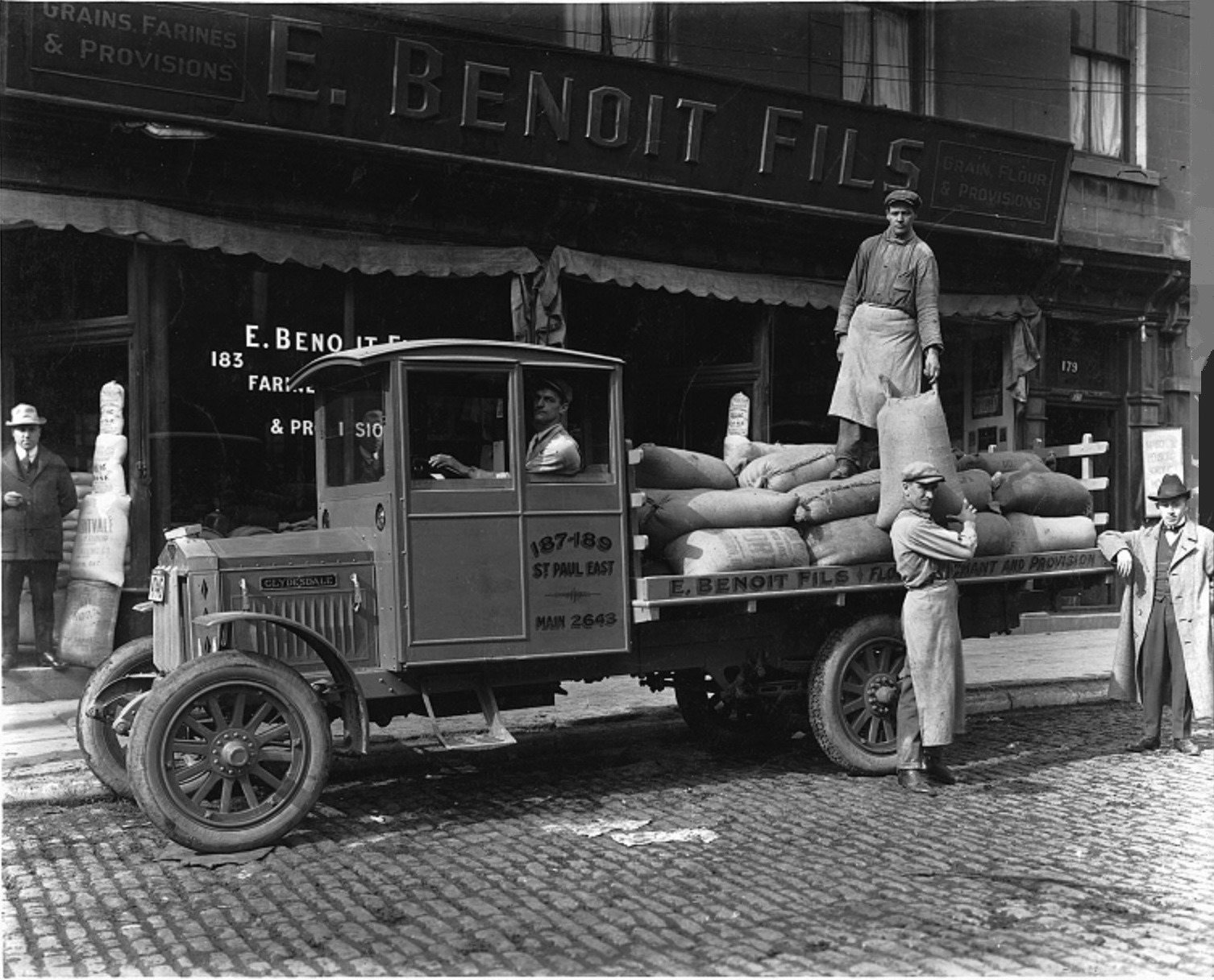
Lkw von Clydesdale

Clydesdale Motor Truck Company, vorher Clyde Cars Company, war ein Hersteller von Nutzfahrzeugen aus den USA.

## Unternehmensgeschichte
Eine Quelle gibt an, dass Krebs Commercial Car Company das Vorgängerunternehmen war und das Werk vorher von Elmore Manufacturing genutzt wurde.
Das Unternehmen wurde 1916 oder 1917 in Clyde in Ohio gegründet. Im gleichen Jahr begann die Produktion von Lastkraftwagen. Der Markenname lautete Clydesdale. Später erfolgte die Umfirmierung. Für die späten 1930er Jahre sind jährliche Produktionszahlen von unter 200 überliefert. 1938  endete die Produktion.

## Fahrzeuge
Zunächst standen Fahrzeuge zur Wahl mit 0,75 bis 6 Tonnen. Die Motoren kamen von der Continental Motors Company, die Getriebe von Brown-Lipe und die Achsen von Sheldon.
Zwischen 1925 und 1930 kamen Vier- und Sechszylindermotoren zum Einsatz.
In den nächsten fünf Jahren ruhte die Produktion weitgehend. Es sollen nur ein oder zwei Fahrzeuge für den Export gefertigt worden sein.
1936 erschienen neue Modelle. Es werden Motoren von Buda und Dieselmotoren von Hercules genannt. Darunter war ein Sechszylindermotor von Hercules mit 779 Kubikzoll (12.766 cm³)Hubraum für das Militär. Das Angebot umfasste Ausführungen mit 1 bis 10 Tonnen. Das Sortiment war umfangreich und beinhaltete Vier- und Sechsradausführungen, Vier- und Sechsradantrieb und verschiedene Kabinen.
1937 kamen kleinere und leichtere Fahrzeuge dazu. Nun sind Waukesha-Hesselman-Dieselmotoren genannt.